# أندريه كولومر
أندريه كولومر (بالفرنسية: André Colomer)‏ هو شاعر فرنسي، ولد في 4 ديسمبر 1886 في Cerbère ‏ في فرنسا، وتوفي في 7 أكتوبر 1931 في موسكو في روسيا.